# Traktat o konwencjonalnych siłach zbrojnych w Europie
Traktat o konwencjonalnych siłach zbrojnych w Europie (ang. Treaty on Conventional Armed Forces in Europe, CFE) – umowa międzynarodowa zawarta w Paryżu 19 listopada 1990, pomiędzy państwami NATO i Układu Warszawskiego, kończące formalnie drugą rundę wiedeńskich negocjacji rozbrojeniowych KBWE i kończąca Zimną Wojnę.
Wszedł w życie 9 listopada 1992. Depozytariuszem jest Holandia. Tekst autentyczny: angielski, francuski, hiszpański, niemiecki, rosyjski i włoski.
Polska powiadomiła Holandię o przystąpieniu 26 listopada 1991.
Traktat przestał być respektowany z początkiem (wg MSK) 7 listopada 2023 roku. Ze strony polskiej zawieszenie stosowania wprowadzono ustawą z dnia 7 marca 2024 r. o zmianie zakresu obowiązywania Traktatu o konwencjonalnych siłach zbrojnych w Europie, podpisanego w Paryżu dnia 19 listopada 1990 r. Ustawa podpisana została przez prezydenta RP Andrzeja Dudę.

## Strony traktatu i jego postanowienia
Było to wzajemne zobowiązanie do proporcjonalnej redukcji sił konwencjonalnych w Europie. Traktat został podpisany pomiędzy dwiema „grupami państw stron”, tj. państwami NATO i państwami byłego Układu Warszawskiego.
Stronami traktatu były:
| Belgia · Bułgaria · Czechosłowacja · Dania · Francja · Grecja | Hiszpania · Holandia · Islandia · Kanada · Luksemburg · Niemcy | Norwegia · Polska · Portugalia · Rumunia · Stany Zjednoczone · Turcja | Węgry · Wielka Brytania · Włochy · Związek Radziecki |

Traktat wprowadzał pojęcie strefy stosowania, w granicach której obowiązywały limity rozmieszczania broni konwencjonalnej. Obejmowała ona lądowe terytoria państw-stron położone pomiędzy Oceanem Atlantyckim a Uralem, a także wyspy: Ziemię Franciszka Józefa, Nową Ziemię, Svalbard, Wyspę Niedźwiedzią, Maderę, Azory, Wyspy Kanaryjskie. Strefa stosowania objęła także prawie całe terytorium Turcji.
Ograniczono liczbę poszczególnych rodzajów uzbrojenia dla każdej z „grup państw stron” w strefie stosowania do:
- 20 000 czołgów
- 20 000 sztuk artylerii
- 30 000 bojowych wozów piechoty
- 6800 samolotów bojowych
- 2000 śmigłowców uderzeniowych

Państwa, które przekroczyły stan uzbrojenia dozwolony traktatem zmuszone zostały do jego zniszczenia pod międzynarodowym nadzorem.

### CFE-1A
Uzupełnieniem traktatu CFE jest podpisany 10 lipca 1992 w Helsinkach Akt Zamykający ws. stanów osobowych sił konwencjonalnych w Europie (ang. Final Act on Personnel Strength of Conventional Armed Forces in Europe (CFE-1A)), na podobnej zasadzie określający limity stanu osobowego poszczególnych sił zbrojnych.

## Umowa o dostosowaniu Traktatu o konwencjonalnych siłach zbrojnych w Europie
W związku z rozpadem ZSRR i rozwiązaniem Układu Warszawskiego w 1991, 19 listopada 1999 w czasie konferencji OBWE w Stambule podpisano Umowę o dostosowaniu Traktatu o konwencjonalnych siłach zbrojnych w Europie.
Depozytariusz i teksty autentyczne jak poprzednim traktacie.
Sygnatariuszami są:
| Armenia · Azerbejdżan · Belgia · Białoruś · Bułgaria · Czechy | Dania · Francja · Grecja · Gruzja · Hiszpania · Holandia | Islandia · Kanada · Kazachstan · Luksemburg · Mołdawia · Niemcy | Norwegia · Polska · Portugalia · Rosja · Rumunia · Słowacja | Stany Zjednoczone · Turcja · Ukraina · Węgry · Wielka Brytania · Włochy |

Traktat przestał tym samym nosić znamiona porozumienia międzyblokowego, przeistaczając się w zobowiązanie poszczególnych państw. Zrobiono wyjątek dla Rosji, która wynegocjowała nieobowiązywania postanowień traktatu w pskowskim okręgu wojskowym i w obwodzie królewieckim. Do traktatu nie przystąpiły republiki bałtyckie – Litwa, Łotwa i Estonia, które poczuły się zagrożone uprzywilejowaną pozycją Rosji.
Rosja już wkrótce złamała postanowienia traktatu, naruszając reżim flankowy przez wprowadzenie dodatkowych wojsk na północny Kaukaz, do Naddniestrza i w strefie konfliktu w Gruzji.
Zmodyfikowany traktat wejdzie w życie dopiero po ratyfikowaniu go przez sygnatariuszy, co dotychczas zrobiła jedynie Rosja, Ukraina, Kazachstan i Białoruś.

## Rosja zawiesza uznawanie i odstępuje od Umowy
Przed 33. Szczytem grupy G8 w Heiligendamm Prezydent Rosji, Władimir Putin, zaproponował Prezydentowi Stanów Zjednoczonych Ameryki G. Bushowi alternatywną (w stosunku do Polski i Czech) lokalizację elementów amerykańskiej tarczy antyrakietowej na terenie poradzieckiej bazy wojskowej w Azerbejdżanie. W razie odrzucenia tej oferty Minister Obrony Rosji Siergiej Iwanow zagroził rozmieszczeniem przez Rosję pocisków rakietowych na terenie obwodu królewieckiego, co stanowiłoby złamanie postanowień Traktatu.
14 lipca 2007 roku Prezydent FR Władimir Putin podpisał dekret zawieszający uczestnictwo Rosji w umowie międzynarodowej. Przyczyną działania Rosji – było zaistnienie wyjątkowych okoliczności naruszających bezpieczeństwo Federacji Rosyjskiej i wymagającymi podjęcia nie cierpiących zwłoki kroków (dotyczyło to amerykańskich planów rozmieszczenia elementów tarczy antyrakietowej w Polsce i Czechach oraz żądań Rosji w sprawie przystąpienia do układu Litwy, Łotwy oraz Estonii).
24 listopada 2011 roku rząd brytyjski ogłosił zaprzestanie wymiany informacji wojskowych z Rosją na podstawie Traktatu o konwencjonalnych siłach zbrojnych w Europie, ponieważ Rosja odmawia jego wykonywania. Brytyjski wiceminister ds. europejskich David Lidington oświadczył: Nie sposób utrzymywać w nieskończoność sytuacji, w której jedna strona wywiązuje się ze swych zobowiązań międzynarodowych, druga zaś nie. Tak więc Zjednoczone Królestwo postanowiło nie współpracować dalej z Rosją w ramach Traktatu. Zapowiedział równocześnie, że w tym roku Wielka Brytania nie dostarczy Rosji danych wojskowych, których wymiana miała nastąpić 15 grudnia.
Jedenastego marca 2015 roku Federacja Rosyjska podjęła decyzję o wstrzymaniu swego udziału w spotkaniach grupy doradczej.
Największe państwo Europy przestało uznawać Договор об обычных вооружённых силах в Европе z początkiem (wg MSK) 7 listopada 2023 roku, w związku z wcześniejszą decyzją Dumy Państwowej FR i akceptacją jej przez Prezydenta FR.